# Ella era como un crisantemo salvaje
Ella era como un crisantemo salvaje (野菊の如き君なりき Nogiku no gotoki kimi nariki?) es una película dramática japonesa de 1955 dirigida por Keisuke Kinoshita. Está basada en una novela de Saicho Ito.

## Sinopsis
Masao, de 73 años, está tomando un bote fluvial para visitar su remota aldea natal. En su camino, recuerda en flashbacks su juventud durante la era Meiji y su primer gran amor, Tamiko.
Tamiko trabaja en la casa de los padres de su primo Masao. Las familias y los aldeanos sospechan de la estrecha pero inocente relación entre los adolescentes. Mientras que algunas personas se burlan del tiempo que pasan juntos, la cuñada de Tamiko actúa abiertamente hostil. El contacto entre los dos es cada vez más inhibido, y después de que Masao es enviado a una escuela superior en otra ciudad, Tamiko es presionada para contraer un matrimonio no deseado. Tamiko primero se resiste, pero cuando la madre de Masao declara que bajo ninguna circunstancia le permitirá casarse con su hijo, finalmente cede. Omasu, la criada, conoce a Masao y le da la noticia, al mismo tiempo que le recuerda que Tamiko siempre lo amara. Unos meses más tarde, Masao recibe un telegrama de su madre, pidiéndole que regrese a casa rápidamente. Al regresar, se entera del infeliz matrimonio, del divorcio y de la muerte reciente de Tamiko debido a una enfermedad. La familia, afligida por la pérdida, le dice a Masao que Tamiko, al morir, tenía una carta suya en la mano, presionada contra su corazón.
De nuevo en el presente, el viejo Masao ha llegado a su destino y visita la tumba de Tamiko, contemplando su destino con las palabras, «finales de otoño y los campos están solitarios, solo los grillos cantan junto a su tumba.»

## Reparto
- Chishū Ryū como Masao a los 73 años;
- Noriko Arita como Tamiko;
- Shinji Tanaka como el joven Masao;
- Haruko Sugimura como la madre de Masao;
- Takahiro Tamura como Eizo;
- Toshiko Kobayashi como Omasu, la criada;
- Kappei Matsumoto;
- Kazuko Motohashi como la madre de Tamiko;
- Nobuo Takagi como el padre de Tamiko;
- Kumeko Urabe como la abuela;
- Keiko Yukishiro como la cuñada de Tamiko.

## Producción
Las escenas de flashback fueron filmadas usando una máscara de forma ovalada típicamente asociada con las películas mudas. Según Alexander Jacoby, esta máscara le da a la película «un tono apropiadamente nostálgico». El crítico de cine Donald Richie describe el estilo de la película como una representación de los «daguerrotipos Meiji».

## Recepción
Jacoby califica a Ella era como un crisantemo salvaje como «una de las películas japonesas más conmovedoras» a pesar de su «ocasional ingenuidad». Él atribuye esto particularmente a las «técnicas simples» de Kinoshota, incluida la «elección juiciosa de la posición de la cámara», y a las excelentes interpretaciones. Richie considera que la película es una de las «más exitosas» de Kinoshita en su estilo posterior. Joseph L. Anderson elogia la fotografía de la película, particularmente los «ricos negros» y la «evocación de [la] zona» de Kinoshita. Jacek Kloiowski, et al., consideran la película como «una de las películas más sinceras y puras de su tipo en el cine japonés», señalando que marca un regreso al «lirismo pastoral» para Kinoshota después de centrar sus películas en temas sociales en los años anteriores.

## Premios
El director de fotografía Hiroshi Kusuda ganó el premio de cinematografía en los Premios de cine de Mainichi de 1956 por su trabajo en Ella era como un crisantemo salvaje y por Tooi kumo, otra película dirigida por Kinoshita. También ganó el premio Blue Ribbon a la cinematografía por las mismas dos películas.